# Los cipreses creen en Dios
Los cipreses creen en Dios es una novela escrita por el novelista español José María Gironella durante su estancia en París y publicada por la Editorial Planeta en 1953. La novela narra los años inmediatamente anteriores a la Guerra Civil Española, hasta su misma víspera, desde la perspectiva de una familia de clase media afincada en Gerona, los Alvear. A fecha de 2002 la novela había vendido un total de 12 millones de ejemplares en todo el mundo, siendo considerada una de las mejores obras literarias escritas sobre los prolegómenos de la Guerra Civil, calificada de objetiva e imparcial por ambos bandos. El propio Francisco Franco, que leyó personalmente la novela, declaró públicamente: «Esto sí fue la guerra». Es además la novela española más leída de todo el siglo XX y llegó a ganar en 1953 el Premio Nacional de Literatura.
A Los cipreses creen en Dios le sucederían dos secuelas: Un millón de muertos publicada en 1961, sobre la Guerra Civil, y Ha estallado la paz en 1966, sobre la posguerra y el exilio de los derrotados, pensadas desde el primer momento por su autor, por si el primero tenía éxito. Finalmente la trilogía logró su culminación y terminó de consagrar la carrera novelística de José María Gironella.

## Tema
En esta crónica de la Segunda República José María Gironella relata la vida de una familia de clase media, los Alvear, y de sus amigos, allegados y conocidos, que forman un rico y complejo mosaico de la sociedad española de la época, incluyendo a muchísimas personas de toda clase social, ideología política, valores religiosos... A partir de aquí va profundizando en todos los aspectos de la vida ciudadana y en las diversas capas sociales. El lector va asistiendo así a lo largo de la obra al proceso en virtud del cual España fue dividiéndose en dos bandos irreconciliables hasta desembocar en la Guerra Civil, de una manera entretenida, emocionante y conmovedora.

## Contexto
En 1949, Gironella acababa de escribir y publicar Marea, sobre la derrota del nacionalsocialismo alemán y sus consecuencias. Antes de eso, había escrito en 1946 Un hombre, que fue Premio Planeta ese mismo año. Gracias al premio, tuvo la oportunidad de conocer al importante filósofo José Ortega y Gasset, el cual le recomendó que para continuar con su carrera de escritor viajara mucho. Fue así como finalmente Gironella y su mujer, Magda, se marcharon a París. Diseñó entonces una trilogía sobre la Guerra Civil. Durante cuatro años hizo cinco versiones de «Los cipreses creen en Dios», que después se convirtió en un superventas en todo el mundo. Las cinco versiones cayeron en el olvido hasta que Gironella realizó la última de ellas y la llevó a una editorial francesa, donde se la compraron y, además, para traducir a seis idiomas más. Gironella entonces volvió a España, donde el libro no tuvo nada de éxito. En sus propias palabras: «Nadie lo quería comprar porque era un mamotreto de 900 páginas sobre un tema como la Guerra Civil, del que no existía el más mínimo interés.» El éxito de la novela cambiaría cuando Gironella se encontró al editor José Manuel Lara, en un hotel de Madrid, donde le enseñó la novela y le explicó el tema del libro. Lara se interesó por el libro después de que su mujer lo leyera aquella misma noche y le dijera: «Pepe, me parece que con este libro saldaremos las deudas». A la mañana siguiente Gironella y Lara firmaron el contrato por una cantidad no muy elevada de dinero, que sin embargo 
para Gironella fue importante.
En palabras del porqué la novela tuvo tanto éxito, Gironella explica: 

Porque nadie había explicado hasta entonces, de una forma sencilla y emocional, el porqué llegó aquella guerra. El público se preguntaba cómo fue posible que la gente se matara entre ella. Fue algo tan terrible que aún la gente, hoy en día, se pregunta cómo ocurrió. Qué pasó para que España se dividiera en dos. Por eso aún se vende. Y porque era un libro con una prosa muy sencilla, muy suave, y es que escribí fácil, básicamente porque yo, aunque escriba en español, pienso en catalán.
José María Gironella